# Coordenadas geográficas
Las coordenadas geográficas son un sistema de referencia que permite que cada ubicación en la Tierra sea especificada por un conjunto de números, letras o símbolos. Las coordenadas se eligen, en general, de manera que por una parte dos referencias representen la posición horizontal,  y una tercera que represente la altitud. Las coordenadas de posición horizontal utilizadas son la latitud y longitud, un sistema de coordenadas angulares esféricas o esferoides cuyo centro es el centro de la Tierra y suelen expresarse en grados sexagesimales.

Proyecciones ortográficas de la Tierra con las líneas de paralelos y meridianos. A la izquierda, proyección ecuatorial. Muestra los paralelos como líneas rectas y algunos valores de latitud. El paralelo cero es el ecuador. A la derecha proyección oblicua. Muestra el meridiano cero como línea vertical y algunos valores de la longitud. El meridiano cero es el meridiano de Greenwich.

## Historia
La invención de un sistema de coordenadas geográficas se atribuye generalmente a Eratóstenes de Cirene, que compuso su Geografía, perdida en la biblioteca de Alejandría en el siglo III a. C. C. Un siglo más tarde, Hiparco de Nicea mejoró este sistema determinando la latitud a partir de medidas estelares en lugar de la altitud solar y determinando la longitud mediante los tiempos de los eclipses lunares, más que por estimación. En el siglo I o II, Marino de Tiro compiló un extenso nomenclátor y un mapa del mundo matemáticamente trazado utilizando coordenadas medidas al este desde un meridiano principal a la tierra más occidental conocida, llamada Fortunatae insulae, frente a la costa de África occidental alrededor de Canarias o Cabo Verde, y medida al norte o al sur de la Isla de Rodas frente a Anatolia. Claudio Ptolomeo le atribuyó la adopción total de la longitud y la latitud, en lugar de medir la latitud en términos de la duración del día de medio verano.
La Geografía de Ptolomeo del siglo II utilizaba el mismo meridiano principal pero en cambio medía la latitud desde el ecuador. Después de que su trabajo fuera traducido al árabe en el siglo IX, el Libro de la descripción de la Tierra de Al-Juarismi corrigió los errores de Marinus y Ptolomeo sobre la longitud del mar Mediterráneo, haciendo que la cartografía árabe medieval utilizara un primer meridiano alrededor de 10° en el este de la línea de Ptolomeo. La cartografía matemática se reanudó en Europa después de la recuperación por Máximo Planudes del texto de Ptolomeo un poco antes de 1300; el texto fue traducido al latín en Florencia por Jacopo de Angelo hacia 1407.
En 1884, Estados Unidos acogió la Conferencia Internacional del Meridiano, a la que asistieron representantes de veinticinco naciones. Veintidós de ellos acordaron adoptar la longitud del Real Observatorio de Greenwich, Inglaterra, como línea de referencia cero. La República Dominicana votó en contra de la moción, mientras que Francia y Brasil se abstuvieron. Francia adoptó la hora media de Greenwich en lugar de las determinaciones locales del Observatorio de París en 1911.

## Latitud, longitud  y altura
- La latitud[4] (abreviatura: Lat., φ, o phi) de un punto en la superficie de la Tierra es el ángulo entre el plano ecuatorial y la línea que pasa por este punto y el centro de la Tierra. Todos los puntos con la misma latitud forman un plano paralelo al plano del ecuador. El ecuador es el paralelo 0° y divide el globo en hemisferios norte y sur; así el polo norte es 90° N y el polo sur es 90° S.
- La longitud[5] (abreviatura: Long., λ, o lambda) de un punto en la superficie de la Tierra es el ángulo entre el meridiano de referencia y el meridiano que pasa por este punto. El meridiano de referencia mayormente aceptado es el meridiano que pasa por el Real Observatorio de Greenwich, situado al sureste de Londres, Inglaterra. Este primer meridiano determina los hemisferios este y oeste. Las líneas de longitud forman semicírculos máximos que pasan por los polos y se llaman meridianos. Los meridianos junto con sus correspondientes antimeridianos forman circunferencias de 40 007.16 km de longitud. La distancia en km a la que equivale un grado de longitud depende de la latitud. A medida que la latitud aumenta, hacia Norte o Sur, disminuyen los kilómetros por grado. Para el paralelo del Ecuador, sabiendo que la circunferencia que corresponde al Ecuador mide 40 075.01 km, 1° equivale a 111 319 m (resultado de dividir el perímetro del ecuador entre los 360° de longitud).[6]

- La indicación de la altitud exige la elección de un modelo de esferoide que represente la Tierra y estos modelos producen diferentes valores para la altitud. Eso se resuelve utilizando un dato que representa la altitud en los diferentes modelos usados.

La insolación terrestre depende de la latitud. Dada la distancia que nos separa del Sol, los rayos luminosos que llegan hasta nosotros son prácticamente paralelos. La inclinación con que estos rayos inciden sobre la superficie de la Tierra es, pues, variable según la latitud. En la zona intertropical, a mediodía, caen casi verticales, mientras que inciden tanto más inclinados cuanto más se asciende en latitud, es decir cuanto más nos acercamos a los Polos. Así se explica el contraste entre las regiones polares, muy frías y las tropicales, muy cálidas.
Posición absoluta: se determina a través de las coordenadas geográficas (latitud y longitud).
Posición relativa: permite localizar distintos espacios territoriales a partir de tomar otro espacio territorial como referencia.

## Posición
Combinando los dos ángulos, se puede especificar la posición en la superficie de la Tierra.
Por ejemplo, Baltimore (en Estados Unidos) tiene una latitud de 39.28° Norte y una longitud de 76.60° Oeste (39°17′ N, 76°36′ W).
Las coordenadas geográficas se expresan tradicionalmente en el sistema sexagesimal, a veces anotado como «GMS»: grados (°) minutos (′) segundos (″). La unidad básica es el grado de ángulo (una revolución completa equivale a 360°), luego el minuto de ángulo (1° = 60′) y el segundo de ángulo (1° = 3600″).
Para dar una comparación aproximada en distancia de estas unidades en la superficie de la Tierra, el perímetro de la Tierra que corresponde a 360° es de unos 40 000 km. Más concretamente, son 40 075.017 km en el ecuador; por tanto:
- Un grado equivale a unos 111 319 m (en el ecuador).
- Un minuto equivale a unos 1855 m (en el ecuador).
- Un segundo equivale a unos 30.92 m (en el ecuador).

Las mediciones inferiores a un segundo se anotan con el sistema decimal.
Estas distancias, que corresponden a una diferencia de longitud (en grados, minutos o segundos), varían en función de la latitud del lugar, ya que los meridianos terrestres se acercan progresivamente desde el ecuador hacia los polos. El siguiente cuadro ofrece algunos ejemplos ilustrativos.
| Latitud     | Población       | Un Grado = | Un Minuto = | Un Segundo = | ±0.0001° |
| ----------- | --------------- | ---------- | ----------- | ------------ | -------- |
| 59°56′02″   | San Petersburgo | 55.80 km   | 0.93 km     | 15.50 m      | 5.58 m   |
| 51°28′38″ N | Greenwich       | 69.47 km   | 1.16 km     | 19.30 m      | 6.95 m   |
| 44°50′16″   | Burdeos         | 78.85 km   | 1.31 km     | 31.90 m      | 7.89 m   |
| 29°58′      | Nueva Orleans   | 96.49 km   | 1.61 km     | 26.80 m      | 9.65 m   |
| 0°15′00″    | Quito           | 111.30 km  | 1.86 km     | 30.92 m      | 11.13 m  |

Suponiendo que la tierra es una esfera de circunferencia C = 40 000 km:
- En cada punto de latitud existe un paralelo al ecuador. El ecuador tiene una longitud C = 40 000 km;
- Estos paralelos tienen una circunferencia que depende de su radio, es decir: (C / 2π)·cos(latitud) (donde C / 2π = radio de la Tierra en el ecuador);
- Estos paralelos tienen, por tanto, una circunferencia de: 2π (C / 2π)·cos(latitud), es decir: Cl = C·cos(latitud) (Cl = circunferencia de la Tierra en la latitud);
- En una latitud dada, 1° de longitud es = C·cos(latitud) / 360;
- A 45° de latitud, 1° de longitud es igual a (40 000)·cos(45)/360 = 78.567 km (con una precisión de 1 m).

Hoy en día, también se utiliza la notación equivalente en minutos o grados decimales:
- GMS, Grado:Minuto:Segundo (49°30′00″‑123°30′00″);
- GM, Grado:Minuto (49°30.0′‑123°30.0′);
- GD, Grado:Decimal (49.5000°-123.5000°), normalmente se escribe con cuatro decimales.

WGS 84 es el sistema geodésico asociado al sistema GPS; se ha convertido rápidamente en la referencia universal para la cartografía.
Atención: las medidas angulares de longitud utilizadas en geografía no deben confundirse con las medidas horarias, especialmente para las unidades minutos y segundos; en efecto, si admitimos que la duración del día es de 23.99 horas (el lugar de exposición del cenit solar da una vuelta completa a la Tierra, es decir, 360°, en 24 horas), entonces para el día solar medio:
- 15° de longitud corresponden a una diferencia horaria de una hora (60 minutos de tiempo);
- Por lo tanto, 1° de longitud corresponde a una diferencia de 4 minutos horarios;
- 15′ de longitud corresponden a 1 minuto horario;
- 15″ de longitud corresponden a 1 segundo horario.

Estas equivalencias históricas son aproximadas, pero ya no son exactas hoy en día, ya que la definición y la medición del tiempo (en segundos del SI) ya no se basan en la duración de la rotación diurna de la Tierra, que varía no sólo con la ubicación y la estación, sino también de un año a otro, la rotación de la Tierra no es regular y tiende a ralentizarse (por lo tanto, la duración del día solar tiende a alargarse con el tiempo, con periodos también menos frecuentes en los que esta duración disminuye, este día solar ya no dura exactamente 24 horas, cada una de 60 min de tiempo, esta última dura 60 s de tiempo).
Por estas razones, los símbolos del SI para las unidades de tiempo (es decir, min para los minutos y s para los segundos) no deben utilizarse para registrar medidas angulares como la longitud o la latitud, debido a las ambigüedades que esto induce.

## Sistema de Coordenadas Proyectadas
Al contrario que las coordenadas geográficas que se caracterizan por no estar proyectadas, se definen diferentes proyecciones cartográficas.
En el esferoide GRS80 o WGS84 al nivel del mar en el Ecuador, un segundo de latitud mide 30.715 m , un minuto de latitud es de 1843 m y un grado de latitud es de 110.6 km. Los círculos de longitud, los meridianos, se encuentran en los polos geográficos, y el ancho oeste-este de un segundo disminuye naturalmente a medida que aumenta la latitud. En el Ecuador y al nivel del mar, un segundo longitudinal mide 30.92 m, un minuto longitudinal es 1855 m y un grado longitudinal es 111.3 kilómetros. A 30° un segundo longitudinal es de 26.76 metros, en Greenwich (51°28′38″ N) 19.22 m, y a 60° es de 15.42 m.

## Codificaciones alternativas
Como cualquier serie de números de varios dígitos, los pares latitud-longitud pueden ser difíciles de comunicar y recordar. Por tanto, se han desarrollado esquemas alternativos para codificar las coordenadas GCS en cadenas o palabras alfanuméricas:
- el sistema de localización Maidenhead,[9] popular entre los operadores de radio.
- el Sistema de referencia geográfico mundial (GEOREF), desarrollado para operaciones militares globales, sustituido por el actual sistema de referencia de área global (GARS, Global Area Reference System).
- Open Location Code o "Plus Codes", desarrollado por Google y lanzado al dominio público.
- Geohash, un sistema de dominio público basado en la Curva de Lebesgue de Morton.
- Mapcode, un sistema de código abierto desarrollado originalmente en TomTom.
- What3words, un sistema propietario que codifica las coordenadas GCS como conjuntos pseudoaleatorios de palabras dividiendo las coordenadas en tres números y buscando palabras en un diccionario indexado.

Éstos no son sistemas de coordenadas diferentes, sólo métodos alternativos para expresar medidas de latitud y longitud.